# Moya (Conca)
Moya és un municipi a la província de Conca a la comunitat autònoma de Castella-La Manxa. Està format per la Vila i el Castell de Moya, actualment deshabitat, i per quatre barris o llogarets que es troben als voltants: El Raval de Moya, Santo Domingo de Moya, on hi ha avui dia l'ajuntament, Los Huertos de Moya i Pedro Izquierdo de Moya. Als peus de la Vila, en el mateix pujol, es troba el Raval. La resta de barris es troben a uns pocs quilòmetres de distància de la Vila. Al municipi hi viuen 241 habitants La vila de Moya fou declarada monument històric-artístic el 1982 amb un potencial arqueològic sense precedents.

## Història
Encara que compta amb assentaments humans previs, el 1176 els moros de Moya són citats conjuntament amb els de Conca i Alarcón en un atac a la vila d'Uclés, en mans del Regne de Castella i cedida a l'Orde de Sant Jaume.
Moya va ser conquerida als àrabs el 1183 en l'avanç de les tropes castellanes durant la reconquesta, rebent els seus propis fur en els quals s'atorgava privilegis als nous habitants de mans d'Alfons VIII de Castella el 1210 durant l'ofensiva almohade en la que van intentar infructuosament reconquerir-la, tot i que van recuperar les properes i recentment caigudes a mans aragoneses Al-Dāmūs i Castellfabib.
El primer assentament cristià consistiria en una primera muralla amb l'església i algunes cases. Va passar a l'Orde de Sant Jaume el 1211, esdevenint una posició estratègica entre els regnes de València, Aragó i Castella, en un enclavament conegut com la Clau de Regnes per la seva posició fronterera.

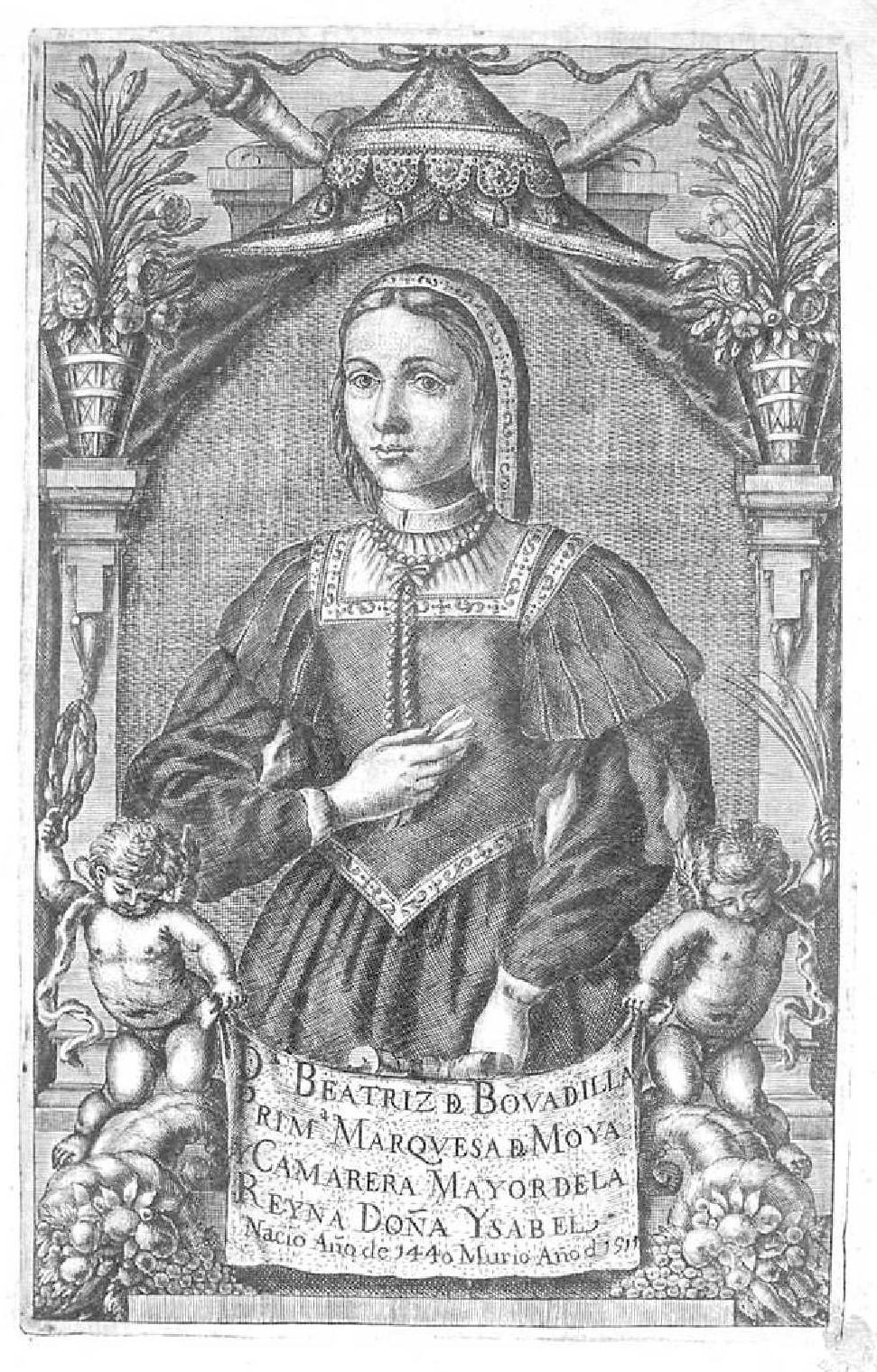
Beatriz Fernández de Bobadilla, primera marquesa de Moya

A poc a poc la vila va ser creixent en importància, arribant fins i tot a comprar el seu dret de no pertànyer a cap senyor feudal tret del rei, convertint-se en el cap del Realengo de Moya. Joan II de Castella va donar Moya a Juan Pacheco, el marqués de Villena el 1451, contra el que es van resistir els vilatans, que van resistir un setge.
Al segle xv, el dret de no pertànyer a cap senyor feudal va ser abolit quan Isabel la Catòlica li va atorgar al matrimoni compost per la seva cambrera Beatriz Fernández de Bobadilla i al seu marit Andrés de Cabrera el Marquesat de Moya per custodiar els tresors de la corona a l'Alcàsser de Segòvia durant la guerra civil castellana i per la seva demostrada lleialtat als Reis Catòlics. Els marquesos de Moya es van anar succeint en una època de major o menor esplendor, convertint-se la Vila en el cap del Marquesat i tenint un dels ports secs més importants de l'època per ser l'única localitat castellana amb accés al riu Túria.
L'època d'esplendor de la vila va arribar fins al segle xviii quan José Moñino y Redondo, el conde de Floridablanca va potenciar el centralisme, perdent importància eclesiàstica i civil. A principis del segle xix la gent comença a abandonar el pujol i a construir les seves cases en els barris als peus del pujol i en 1950 ja no queden habitants en la Vila. L'abandó comporta la destrucció de la Vila deixant pràcticament tot el complex en ruïnes, fins a l'actualitat que moderadament s'han començat tasques de recuperació.

## Monuments

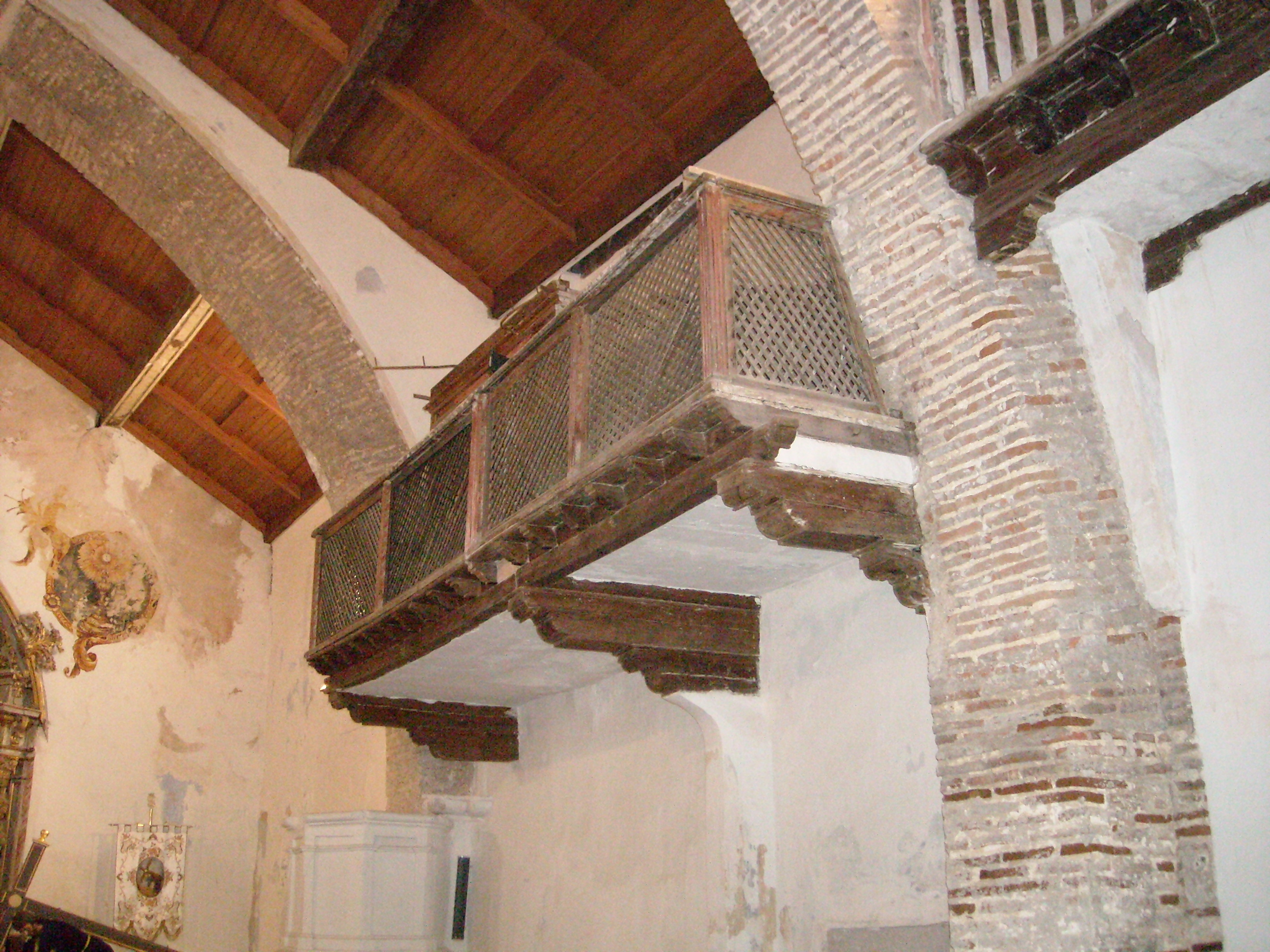
Santa Maria de Moya

Són moltes les tradicions que s'han perdut a causa de l'abandó massiu dels habitants cap a les ciutats, però encara queden algunes que se segueixen celebrant. Les quals encara se celebren dintre de la Vila són actualment dues: El Septenari i El Crist de la Caiguda. Abans de la decadència, en l'època en la qual la Vila comptava amb les 7 esglésies en funcionament, eren nombroses les festes religioses que les cofradies celebraven, encarregades també d'organitzar les processons dels sants que veneraven.
Pel que fa als monuments hi destaquen:
- El Castell de Moya, en el cim del pujol, actualment es troba en procés de restauració i tanca una torre de l'homenatge i conserva parteix de la muralla de guàrdia.
- La Vila, també en el cim, conserva
  - l'església de Santa Maria de Moya
  - l'ajuntament
  - Restes de sis esglésies.
- També es conserven algunes portes de les 7 que en el seu moment guardaven la Vila i la fortalesa, com són la porta de la Vila, la porta de los Ojos o la porta de San Juan, entre d'altres. Una doble muralla envolta el cim.